# Anžići
Anžići is een plaats in de gemeente Višnjan in de Kroatische provincie Istrië. De plaats telt 44 inwoners (2001).